# Kroktjärnen (Lycksele socken, Lappland, 716786-161474)
Kroktjärnen är en sjö i Lycksele kommun i Lappland och ingår i Öreälvens huvudavrinningsområde. Sjön har en area på 0,138 kvadratkilometer och ligger 331 meter över havet.

## Delavrinningsområde
Kroktjärnen ingår i det delavrinningsområde (716166-161950) som SMHI kallar för Inloppet i Bäveravan. Medelhöjden är 365 meter över havet och ytan är 51,73 kvadratkilometer. Räknas de 26 avrinningsområdena uppströms in blir den ackumulerade arean 361,41 kvadratkilometer. Avrinningsområdets utflöde Öreälven (Örån) mynnar i havet. Avrinningsområdet består mestadels av skog (91 procent). Avrinningsområdet har 1,45 kvadratkilometer vattenytor vilket ger det en sjöprocent på 2,8 procent.